# Вимисьле-Польське
Вимисьле-Польське (пол. Wymyśle Polskie) — село в Польщі, у гміні Слубіце Плоцького повіту Мазовецького воєводства.
Населення — 112 осіб (2011).
У 1975-1998 роках село належало до Плоцького воєводства.

## Демографія
Демографічна структура станом на 31 березня 2011 року:
|          | Загалом | Допрацездатний вік | Працездатний вік | Постпрацездатний вік |
| -------- | ------- | ------------------ | ---------------- | -------------------- |
| Чоловіки | 59      | 16                 | 32               | 11                   |
| Жінки    | 53      | 8                  | 33               | 12                   |
| Разом    | 112     | 24                 | 65               | 23                   |